# NGC 7506
NGC 7506 is een spiraalvormig sterrenstelsel in het sterrenbeeld Vissen. Het hemelobject werd op 20 september 1784 ontdekt door de Duits-Britse astronoom William Herschel.

## Synoniemen
- UGC 12406
- MCG 0-59-5
- ZWG 380.6
- PGC 70660